# Haut bas fragile
Pour plus de détails, voir Fiche technique et Distribution.
Haut bas fragile est une comédie musicale de Jacques Rivette sortie le 12 avril 1995.

## Synopsis
C'est l'histoire de trois jeunes femmes à Paris au cours de l'été 1994. Chacune à sa façon va décider de changer le cours de sa vie, le tout en chansons.

## Distribution
- Nathalie Richard : Ninon
- Marianne Denicourt : Louise
- Laurence Côte : Ida
- André Marcon : Roland
- Bruno Todeschini : Lucien
- Anna Karina : Sarah
- Wilfred Benaïche : Alfredo
- Stéphanie Schwartzbrod : Lise
- Christine Vézinet : Estelle
- Lydie Marsan : la remplaçante de Lise
- Pierre Lacan : le disquaire
- Marcel Bozonnet : l'homme de l'escalier
- László Szabó : la voix du père
- Jacques Rivette : Monsieur Paul
- Enzo Enzo : elle-même

## Fiche technique
- Titre : Haut bas fragile
- Réalisation : Jacques Rivette
- Scénario : Marianne Denicourt, Laurence Côte, Nathalie Richard, Pascal Bonitzer, Christine Laurent et Jacques Rivette
- Dialogues : Pascal Bonitzer et Christine Laurent
- Photographie : Christophe Pollock
- Son : Florian Eidenbenz
- Montage : Nicole Lubtchansky
- Décors : Emmanuel de Chauvigny
- Costumes : Charlotte David
- Musique : François Bréant
- Chorégraphies : Caroline Marcadet
- Productrice : Martine Marignac et Maurice Tinchant
- Sociétés de production : Pierre Grise Productions,  Carac Films et George Reinhart Productions
- Durée : 170 minutes
- Sorties :
  - France : 12 avril 1995

## Musiques du film
Source: générique du film

### Chansons interprétées par Enzo Enzo
Mes malles
Les naufragés volontaires
Rēve de compagnie
Une chanson à la Cole

### Chansons interprétées par Anna Karina
Mon amant perdu
La fille à l'envers

### Chansons interprétées par Nathalie Richard et Marianne Denicourt
Ni oui Ninon
L'escalier
Montsouris
Abracadabrantesque!
- Les loups -

Le thème des loups
Néanderthal
Kaleïdoscope

## Production
Le film est tourné à Paris, principalement dans les 13e et 14e arrondissements, notamment sur la place de l'Abbé-Georges-Hénocque, la rue du Moulin-de-la-Pointe, le parc Montsouris et le square de Montsouris ainsi qu'à la bibliothèque des Arts décoratifs pour les scènes en intérieur.

## Accueil de la critique
À l'occasion de la sortie du film, Serge Kaganski dans Les Inrockuptibles dresse un portrait de Jacques Rivette « tressé par les trois actrices », dans lequel les trois adjectifs du titre se rapportent à chacune d'elles. L'hebdomadaire culturel considère, par ailleurs,  que c'est un « film d’une étonnante jeunesse ».

## Distinction
Jacques Rivette a été nommé au prix du meilleur réalisateur lors du Festival international du film de Moscou.